# Gjellerupia (Plantae)
Gjellerupia, monotipski biljni rod smješten u porodicu Opiliaceae. Jedini predstavnik je G. papuana s Nove Gvineje, grm ili manje drvo koje naraste do 6 metara visine.